# Pseudocriopsis
Pseudocriopsis is een kevergeslacht uit de familie van de boktorren (Cerambycidae). De wetenschappelijke naam van het geslacht werd voor het eerst geldig gepubliceerd in 1931 door Melzer.

## Soorten
Pseudocriopsis is monotypisch en omvat slechts de volgende soort:
- Pseudocriopsis modesta Melzer, 1931